# Odborný léčebný ústav Jevíčko
Odborný léčebný ústav Jevíčko je zdravotnické zařízení zabývající se léčbou plicních onemocnění a léčebnou rehabilitací. Nachází se nedaleko města Jevíčka v Pardubickém kraji na úpatí vrchu Kumperka. Areál ústavu je od 1. dubna 2016 zařazen mezi kulturní památky České republiky.

## Historie
O výstavbě plicního sanatoria k léčbě tuberkulózy bylo rozhodnuto Moravským zemský sněmem v roce 1908. Vlastní stavba započala v roce 1914 dle projektu ing. arch. Jana Flory. Doba výstavby spadá do období pozdní secese. Ústav byl provizorně otevřen již v roce 1916 pod jménem Jubilejní zemská léčebna plicní císaře Františka Josefa I. v Jevíčku pro potřebu péče o vojáky zraněné v bojích první světové války. Od roku 1918 se ústav staral o ženy nemocné tuberkulózou, jak bylo původně plánováno. Mužské sanatorium vzniklo u Paseky na Olomoucku.
V letech 1918 až 1926 byla dokončena hlavní budova s lehárnami o kapacitě 300 lůžek. V roce 1940 byl postaven Lesní pavilon pro pacienty s lehčím průběhem onemocnění. V letech 1946 až 1950 došlo k přístavbě operačního sálu.
Od roku 1972 je ústav jediným zařízením v České republice, které se zabývá léčbou i mimoplicní tuberkulózy.
V roce 1995 se spektrum poskytované zdravotní péče rozšířilo o léčebnou rehabilitaci.